# Tetsuya Harada
Tetsuya Harada (japonès: 原田哲也)  (Chiba, 14 de juny de 1970) és un antic pilot de motociclisme japonès que va ser campió del món de 250cc el 1993.

## Primers anys
Harada va guanyar el campionat júnior de 125cc del Japó el 1988 i va ser subcampió darrere de Tadayuki Okada al campionat màxim japonès, l'All Japan Road Race Championship, els anys 1990 i 1991. El 1992 en fou campió. De 1990 a 1992 va participar en la cursa de 250cc del Gran Premi del Japó, dues vegades sortint de la primera fila, i hi va obtenir punts dues vegades. La seva actuació li va valdre suport de fàbrica per a disputar el mundial de 1993.

## Al mundial de 250cc
Amb la Yamaha TZ250, Harada va guanyar quatre curses, entre elles la del GP del Japó, i va obtenir així el títol de campió del món de 250cc al seu primer intent, derrotant a Loris Capirossi, d'Honda. Una lesió al canell va afectar el seu rendiment la temporada de 1994 i va acabar setè a la general, amb un sol podi. El 1995 va ser el principal rival de Max Biaggi pel títol de 250cc. Va guanyar una cursa i va acabar segon vuit vegades. El 1996 la seva moto tenia poca potència i només va pujar al podi quatre vegades. Va estar a punt de retirar-se, però aleshores Aprilia li va oferir una moto per a la temporada de 1997. Malgrat que els 235 punts que hi va acumular van ser el màxim que va anotar mai en una temporada, va acabar el campionat en tercer lloc final darrere de Max Biaggi i Ralf Waldmann.
El 1998, Harada va lluitar contra el seu company d'Aprilia Capirossi pel campionat, liderant la major part de la temporada, fins que tots dos es van veure involucrats en un controvertit incident a la darrera cursa de l'any, el Gran Premi de l'Argentina. Harada tenia el campionat del món a la vista, liderant la cursa fins al darrer revolt de la darrera volta, quan Capirossi va envestir la seva moto per darrere i el va fer fora de la pista. Valentino Rossi es va endur la victòria mentre que Capirossi va obtenir el segon lloc i el campionat del món. Harada acabà la temporada en tercer lloc per darrere de Capirossi i Rossi.

## Al mundial de 500cc
El 1999, Harada va passar a la categoria de 500cc per a competir-hi amb la V-twin de 380 cc d'Aprilia. Va acabar entre els cinc primers a les deu primeres curses, amb podis a Paul Ricard i Donington Park; tanmateix, el rendiment de la moto es va esvair posteriorment i no va poder millorar els seus resultats. El 2000, Harada va ser menys competitiu i va quedar setzè de la general. El 2001 va fer un altre intent de guanyar un segon campionat del món de 250cc, obtenint vuit poles i tres victòries, però el títol va ser per al seu compatriota Daijiro Kato. El 2002 va passar a la categoria de MotoGP amb l'Honda de dos temps, però aquest va ser el seu darrer any com a pilot professional, ja que es va retirar després d'una temporada difícil en què va acabar dissetè de la general.

## Resultats al Mundial de motociclisme
Barem de puntuació de 1988 a 1991:
| Posició | 1  | 2  | 3  | 4  | 5  | 6  | 7 | 8 | 9 | 10 | 11 | 12 | 13 | 14 | 15 |
| Punts   | 20 | 17 | 15 | 13 | 11 | 10 | 9 | 8 | 7 | 6  | 5  | 4  | 3  | 2  | 1  |

Barem de puntuació de 1992:
| Posició | 1  | 2  | 3  | 4  | 5 | 6 | 7 | 8 | 9 | 10 |
| Punts   | 20 | 15 | 12 | 10 | 8 | 6 | 4 | 3 | 2 | 1  |

Barem de puntuació de 1993 ençà:
| Posició | 1  | 2  | 3  | 4  | 5  | 6  | 7 | 8 | 9 | 10 | 11 | 12 | 13 | 14 | 15 |
| Punts   | 25 | 20 | 16 | 13 | 11 | 10 | 9 | 8 | 7 | 6  | 5  | 4  | 3  | 2  | 1  |

(Ids. Grans Premis | Llegenda) (Curses en negreta indiquen pole; curses en  itàlica indiquen volta ràpida)
Font:
| Any  | Categoria | Equip                 | Moto   | 1       | 2      | 3      | 4      | 5      | 6      | 7       | 8      | 9       | 10      | 11     | 12      | 13      | 14     | 15     | 16     | Punts | Posició | Victòries |
| ---- | --------- | --------------------- | ------ | ------- | ------ | ------ | ------ | ------ | ------ | ------- | ------ | ------- | ------- | ------ | ------- | ------- | ------ | ------ | ------ | ----- | ------- | --------- |
| 1990 | 250cc     | Yamaha                | TZ250  | JPN 7   | USA -  | ESP -  | NAT -  | GER -  | AUT -  | YUG -   | NED -  | BEL -   | FRA -   | GBR -  | SWE -   | CZE -   | HUN -  | AUS -  |        | 9     | 27è     | 0         |
| 1991 | 250cc     | Nescafé Can RT Yamaha | TZ250  | JPN 6   | AUS -  | USA -  | ESP -  | ITA -  | GER -  | AUT -   | EUR -  | NED -   | FRA -   | GBR -  | SM -    | CZE -   | VDM -  | MAL -  |        | 10    | 24è     | 0         |
| 1992 | 250cc     | Nescafé Can RT Yamaha | TZ250  | JPN NC  | AUS -  | MAL -  | ESP -  | ITA -  | EUR -  | GER -   | NED -  | HUN -   | FRA -   | GBR -  | BRA -   | RSA -   |        |        |        | 0     | -       | 0         |
| 1993 | 250cc     | Telcor Yamaha Valesi  | TZ250  | AUS 1   | MAL 2  | JPN 1  | ESP 1  | AUT 6  | GER 6  | NED 2   | EUR NC | SM 3    | GBR DNF | CZE 6  | ITA DNF | USA 5   | FIM 1  |        |        | 197   | 1r      | 4         |
| 1994 | 250cc     | Yamaha of France      | TZ250  | AUS DNS | MAL -  | JPN 9  | ESP 7  | AUT NC | GER 7  | NED NC  | ITA 2  | FRA 8   | GBR 4   | CZE NC | USA 3   | ARG 3   | EUR 5  |        |        | 109   | 7è      | 0         |
| 1995 | 250cc     | Marlboro Yamaha       | TZ250  | AUS 2   | MAL 2  | JPN 4  | ESP 1  | GER 2  | ITA 2  | NED DNS | FRA 5  | GBR 2   | CZE 2   | BRA 5  | ARG 2   | EUR 2   |        |        |        | 220   | 2n      | 1         |
| 1996 | 250cc     | Marlboro Yamaha       | TZ250  | MAL 2   | INA 1  | JPN NC | ESP 2  | ITA 6  | FRA 3  | NED 10  | GER NC | GBR DNS | AUT NC  | CZE 9  | IMO NC  | CAT -   | BRA -  | AUS -  |        | 104   | 8è      | 1         |
| 1997 | 250cc     | Aprilia               | RS250  | MAL 2   | JPN 3  | ESP 2  | ITA NC | AUT 18 | FRA 1  | NED 1   | IMO 5  | GER 1   | BRA 2   | GBR 2  | CZE 3   | CAT 4   | INA 4  | AUS 5  |        | 235   | 3r      | 3         |
| 1998 | 250cc     | Aprilia               | RS250  | JPN 4   | MAL 1  | ESP NC | ITA 3  | FRA 1  | MAD 1  | NED DNF | GBR 2  | GER 1   | CZE 1   | IMO 10 | CAT 2   | AUS DNF | ARG NC |        |        | 200   | 3r      | 5         |
| 1999 | 500cc     | Aprilia               | RSW500 | MAL 13  | JPN NC | ESP NC | FRA 3  | ITA 4  | CAT 4  | NED 11  | GBR 3  | GER 7   | CZE 5   | IMO 13 | VAL 11  | AUS NC  | RSA 15 | BRA 12 | ARG 11 | 104   | 10è     | 0         |
| 2000 | 500cc     | Aprilia               | RSW500 | RSA NC  | MAL 12 | JPN NC | ESP 11 | FRA 10 | ITA NC | CAT 9   | NED 12 | GBR NC  | GER NC  | CZE 14 | POR 14  | VAL NC  | BRA 13 | PAC 13 | AUS 14 | 38    | 16è     | 0         |
| 2001 | 250cc     | Aprilia               | RS250  | JPN 2   | RSA 3  | ESP 2  | FRA 2  | ITA 1  | CAT 2  | NED 24  | GBR 18 | GER 3   | CZE 1   | POR 3  | VAL 2   | PAC 1   | AUS 2  | MAL 2  | BRA 6  | 273   | 2n      | 3         |
| 2002 | MotoGP    | Pramac-Honda          | NSR500 | JPN 11  | RSA 12 | ESP 10 | FRA NC | ITA 10 | CAT 13 | NED 13  | GBR 11 | GER NC  | CZE 15  | POR 10 | BRA 13  | PAC 15  | MAL NC | AUS 14 | VAL 14 | 47    | 17è     | 0         |